# Waltham International
Waltham International SA fue fundada en 1954 en Lausana, Suiza, por la dirección de la "American Waltham Watch Company", de Waltham, Massachusetts, para suministrar los repuestos necesarios de relojes y movimientos, que no se podían obtener en los Estados Unidos. Situada en Lugano, cantón del Tesino (Suiza), la firma fabrica relojes Waltham de lujo, con la etiqueta Swiss Made, perpetuando por sí sola (desde el cierre de la empresa matriz en los Estados Unidos en 1957), el espíritu de los artesanos fundadores de Waltham en 1850.